# 스테로이드 하이드록실화효소

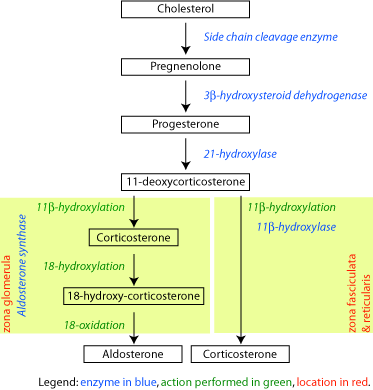
쥐에서 코르티코스테로이드의 생합성 경로

스테로이드 하이드록실화효소(영어: steroid hydroxylase)는 스테로이드의 생합성에 관여하는 하이드록실화효소의 일종이다.

## 추가 이미지

스테로이드생성
스테로이드 명명법 — 탄소 번호 매기는 법
콜레스테롤로부터 디하이드로에피안드로스테론(DHEA)의 생성

## 같이 보기
- 스테로이드생성 효소